# أنطونيو إيبانيز فريري
أنطونيو إيبانيز فريري هو عسكري وسياسي إسباني، ولد في 25 سبتمبر 1913 في فيتوريا-غاستيز في إسبانيا، وتوفي في 9 مايو 2003 في مدريد في إسبانيا. نشط حزبياً في الكتائب الإسبانية التقليدية والجمعيات الدفاعية النقابية الوطنية.

## مناصب
- انتخب عضو المحاكم الفرانكوية  [لغات أخرى]‏ خلال فترته النيابية ‏ (6 نوفمبر 1967 – 12 نوفمبر 1971).
- انتخب عضو المحاكم الفرانكوية  [لغات أخرى]‏ خلال فترته النيابية ‏ (3 يوليو 1964 – 27 ديسمبر 1966).
- انتخب عضو المحاكم الفرانكوية  [لغات أخرى]‏ خلال فترته النيابية ‏ (31 مايو 1961 – 6 يونيو 1964).
- انتخب عضو المحاكم الفرانكوية  [لغات أخرى]‏ خلال فترته النيابية ‏ (18 أبريل 1961 – 18 أبريل 1961).
- انتخب وزير الداخلية  [لغات أخرى]‏.
- انتخب .
- انتخب civil governor of Biscay ‏.
- انتخب مدير عام الحرس المدني  [لغات أخرى]‏.
- انتخب civil governor of Barcelona  [لغات أخرى]‏.